# Ernest Auguste Barbade
Ernest Auguste Barbade (Versailles, 4 septembre 1856 – Sompuis, 10 septembre 1914), est un officier général français.
C'est l'un des 42 généraux français morts au combat durant la Première Guerre mondiale.

## Biographie
Né à Versailles en Seine-et-Oise, il est le fils d'un maréchal-ferrant du 2e régiment de carabiniers, Étienne François Honoré Barbade et de Joséphine Müller.
- Il entre aux Enfants de Troupe, puis s'engage dans l'armée comme simple canonnier en 1874.
- Élève à l'École spéciale militaire de Saint-Cyr de 1876 à 1878 (promotion de Plewna).
- Sous-lieutenant au 119e RI le 1er octobre 1878
- Lieutenant le 24 décembre 1882
- Admis à l'École supérieure de guerre de 1885 à 1887 pour obtention du brevet d'état-major.
- Capitaine le 30 novembre 1887
- Chef de bataillon au 4e régiment de zouaves le 8 mars 1897.
- 1er attaché militaire à la résidence de France à Tunis le 27 juin 1900.
- Chef de bataillon au 67e régiment d'infanterie le 8 août 1904.
- Lieutenant-colonel le 26 décembre 1905.
- Colonel le 24 juin 1910.
- 1912: Il commande le 164e RI puis le 156e RI à Toul
- 1914: Commande par intérim, la 25e brigade d'infanterie à Rambervillers.
- Général de brigade, commandant la 25e brigade d'infanterie du 19 mars au 10 septembre 1914, au sein du 21e Corps d'Armée.

### Première Guerre mondiale
- août 1914 : bataille de la frontière, secteur de la vallée de la Plaine, haute vallée de la Bruche, Donon, Bataille du Donon, bataille de la Meurthe, Bataille de la Chipotte.

- septembre 1914 : bataille de la Marne, combats du Camp de Mailly et de Sompuis.

- 10 septembre 1914 (à 58 ans) : il est mortellement blessé par un éclat d'obus, à Sompuis aux côtés du colonel Hamon (tué également).

## Décorations

### Décorations françaises
Officier de la Légion d'honneur (décret du 10 juillet 1913)

 Croix de guerre 1914–1918, palme de bronze (citation à l'ordre de l'armée)

### Décorations étrangères
Commandeur du Nichan Iftikhar (Tunisie).

## Postérité
En 1919, la Schleusen Kaserne de Strasbourg est rebaptisé en l'honneur du général Barbade.
Son nom est inscrit au monument des Généraux morts au Champ d'Honneur 1914-1918 de l'église Saint-Louis à l'Hôtel des Invalides de Paris.